# 赤道座標
赤道座標（せきどうざひょう、equatorial coordinate system）は、天体の位置を表す天球座標系の一つ。天球座標系の中で最も広く使われる。
赤道座標は以下の二つの座標値からなる。
- 赤経 ({\displaystyle \alpha }) または時角 ({\displaystyle h})
- 赤緯 ({\displaystyle \delta })

赤道座標は天球座標系の中で地球表面の経緯度（測地系）と最も大きく関係している。これは、赤道座標と経緯度で基準面と極が同じためである。地球の赤道を天球に投影した大円を天の赤道と呼ぶ。同様に、地球の北極・南極を投影した点を天の北極・天の南極と呼ぶ。
赤道座標の「経度」に相当する座標値には、赤経を用いる場合と時角を用いる場合がある。両者には以下のような違いがある。
- 時角のシステムは地球に固定されている。すなわち、ある特定の経緯度の地点から観測している場合、時角の値は常に一定である。
- 赤経のシステムは地球の自転とともに回転する。すなわち、赤経の値は天球上の天体に対して固定されている（実際には完全に固定されているわけではない。歳差や章動を参照のこと）。従って、天球上のある赤経値の線は、一晩あるいは数夜の間に星とともに日周運動を行なうように見える（もちろんこれは実際には恒星に対して地球が自転しているためである）。

上で述べた歳差と章動があるため、長い期間を隔てた観測データを扱う場合には、惑星や恒星、銀河などの天体の座標位置を指定する際に元期を指定する必要がある。2005年現在、元期には通常 J2000.0 が用いられる。古い観測値では B1950.0 が使われている場合もある。
赤道座標の「緯度」に相当する角度を赤緯 (declination, Dec) と呼ぶ。赤緯は天体と天の赤道の間の角度の隔たりを表す。「経度」に相当する値は前述のように二通りあるが、通常は赤経 (right ascension, RA) が用いられることが多い。赤経は天体と春分点との角度の隔たりを東方向を正にとって表す。
地球の経度と異なり、赤経は通常、度 (degree) ではなく時 (hour) を単位として表す。これは赤道座標系の見かけの日周運動が恒星時や時角と密接に関わっているためである。恒星時で24時間経過すると天球が1回転するので、赤経の1時間は角度では (360度 / 24時) = 15度 に相当する。

## IAU2006歳差章動理論
従来は、赤経の基準は春分点、すなわち天の赤道と黄道が交わる点を赤経0hおよび黄経0°と定めていたが、これは赤道座標系は黄道を定めなければ自分自身では基準（赤経0h）が定められないことを意味する。
この問題に対し、国際天文学連合は「IAU2006歳差章動理論」により、ICRS（国際天文基準座標系、International Celestial Reference System）を導入して黄道がなくとも赤経を定められるようにした。ICRSは、はるか遠方の電波天体（主にクエーサー）によって定められる。この定義の変更は2009年1月1日より適用され、新理論による各天体の視黄経は旧理論より常に50ミリ秒角大きい（例えば二十四節気が時間にして1.2秒早まる）。